# Villeneuve-les-Sablons
Pour les articles homonymes, voir Villeneuve et Sablons.
Villeneuve-les-Sablons est une commune française située dans le département de l'Oise, en région Hauts-de-France .

## Géographie

### Description
La commune est située sur la RD 923 (ancienne route nationale 323) à 4 km de Méru, à 16 km de Chaumont-en-Vexin, à 24 km de Pontoise et à 26 km de Beauvais. La gare la plus proche est celle de Méru, desservie par des trains TER Hauts-de-France qui effectuent des missions entre les gares de Paris-Nord et de Beauvais..
La commune est peu boisée et ne compte que deux bois : à l'est, le bois des Saules bordé par le centre d'enfouissement technique et, à l'ouest, le bois de la Gloriette où un parcours santé a été aménagé.

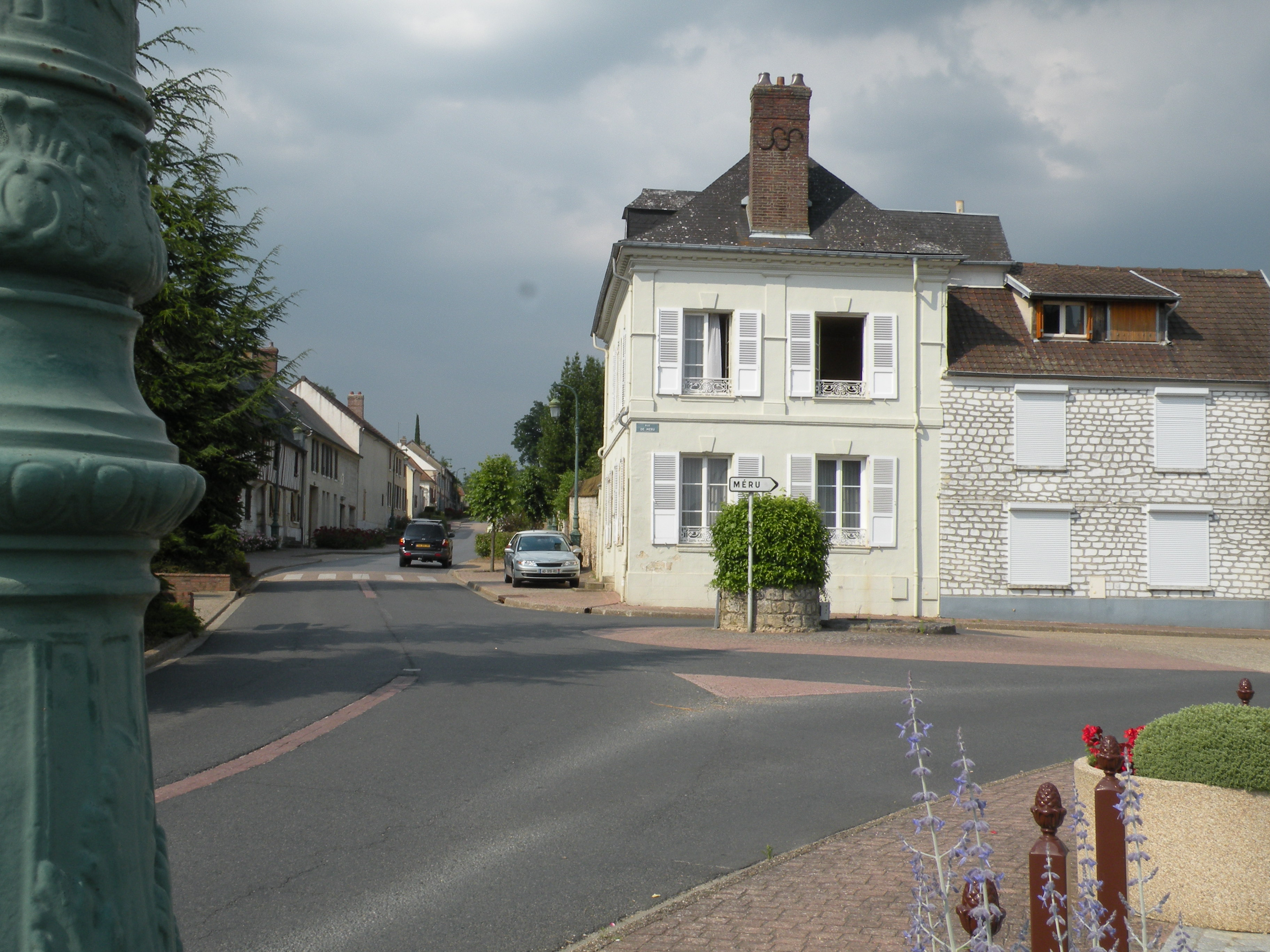
Bâti traditionnel
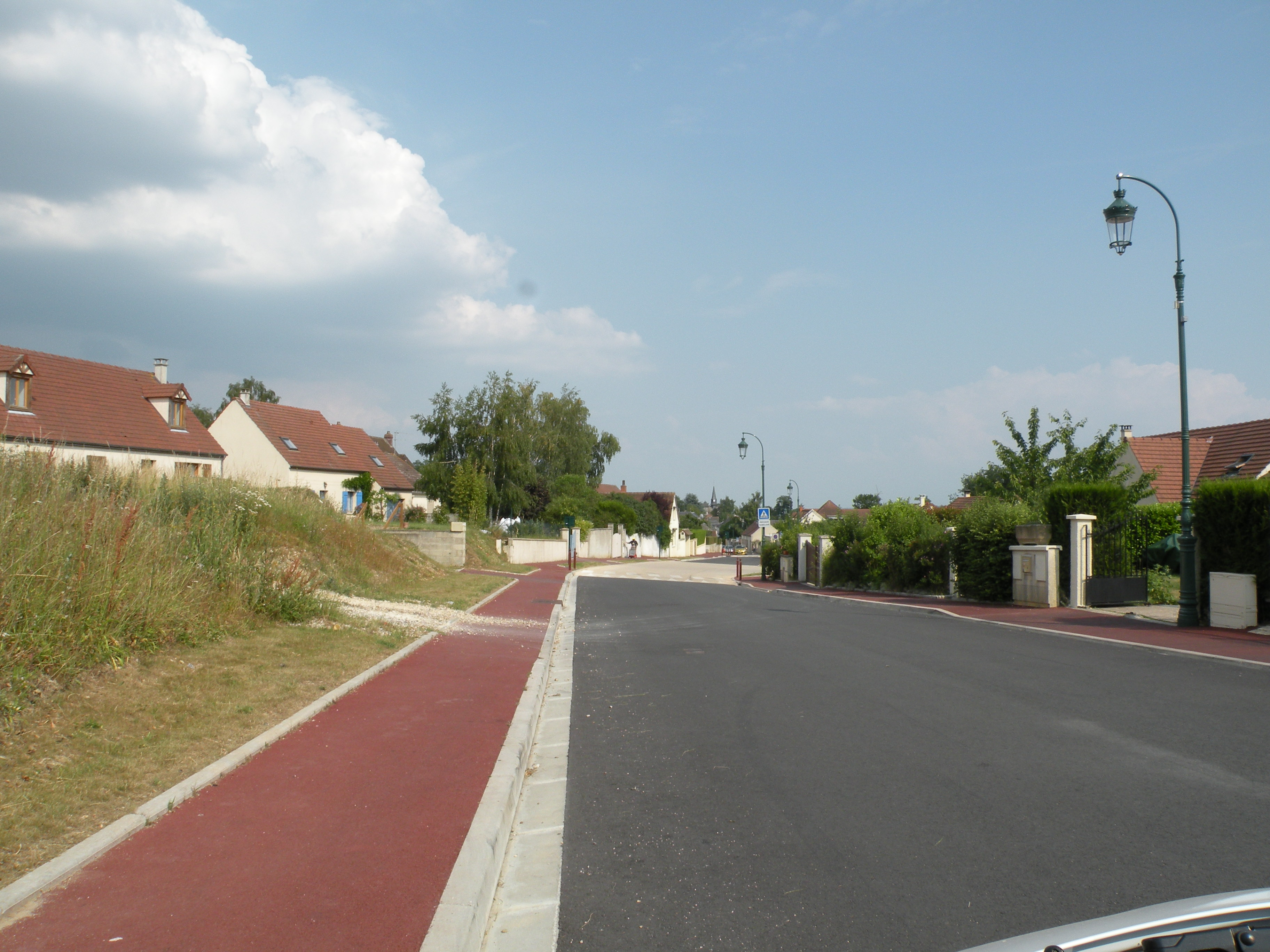
Bâti pavillonnaire périurbain

### Communes limitrophes
Villeneuve-les-Sablons est bordée par Méru à l'est, Saint-Crépin-Ibouvillers au nord, Ivry-le-Temple à l'Ouest, Hénonville au sud-ouest et Amblainville au sud.
|                | Saint-Crépin-Ibouvillers |              |
| Ivry-le-Temple | Villeneuve-les-Sablons   | Méru         |
|                | Hénonville               | Amblainville |

### Hydrographie
La commune est située dans le bassin Seine-Normandie. Elle n'est drainée par aucun cours d'eau,.

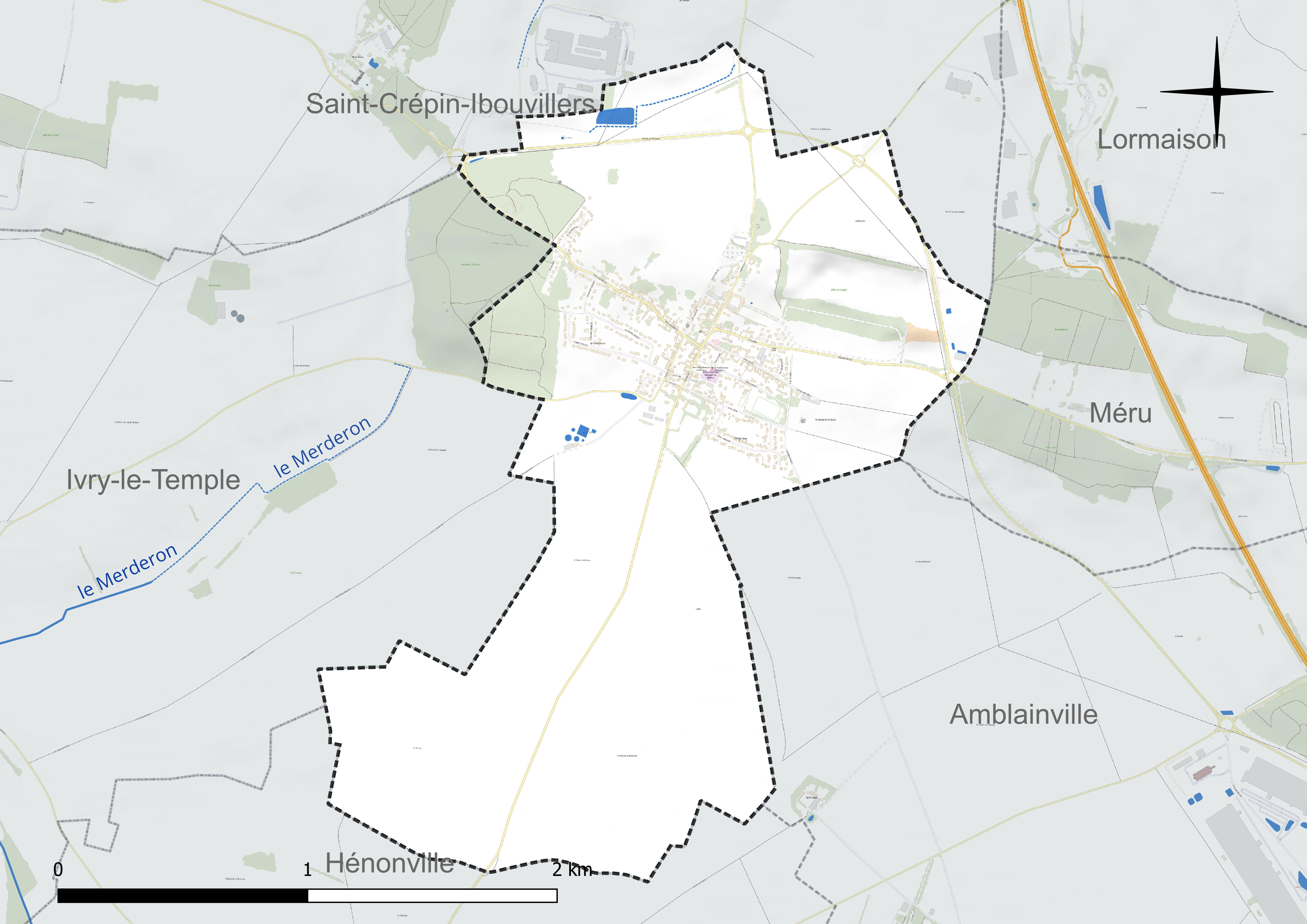
Réseau hydrographique de Villeneuve-les-Sablons.

### Climat
Pour des articles plus généraux, voir Climat des Hauts-de-France et Climat de l'Oise.
En 2010, le climat de la commune est de type climat océanique dégradé des plaines du Centre et du Nord, selon une étude du CNRS s'appuyant sur une série de données couvrant la période 1971-2000. En 2020, Météo-France publie une typologie des climats de la France métropolitaine dans laquelle la commune est exposée à un climat océanique et est dans la région climatique  Sud-ouest du bassin Parisien, caractérisée par une faible pluviométrie, notamment au printemps (120 à 150 mm) et un hiver froid (3,5 °C). 
Pour la période 1971-2000, la température annuelle moyenne est de 10,6 °C, avec une amplitude thermique annuelle de 14,5 °C. Le cumul annuel moyen de précipitations est de 698 mm, avec 11,4 jours de précipitations en janvier et 8,1 jours en juillet. Pour la période 1991-2020, la température moyenne annuelle observée sur la station météorologique la plus proche, située sur la commune de Jaméricourt à 16 km à vol d'oiseau, est de 11,0 °C et le cumul annuel moyen de précipitations est de 695,7 mm,. Pour l'avenir, les paramètres climatiques de la commune estimés pour 2050 selon différents scénarios d'émission de gaz à effet de serre sont consultables sur un site dédié publié par Météo-France en novembre 2022.

## Urbanisme

### Typologie
Au 1er janvier 2024, Villeneuve-les-Sablons est catégorisée bourg rural, selon la nouvelle grille communale de densité à sept niveaux définie par l'Insee en 2022.
Elle est située hors unité urbaine. Par ailleurs la commune fait partie de l'aire d'attraction de Paris, dont elle est une commune de la couronne,. Cette aire regroupe 1 929 communes,.

### Occupation des sols
L'occupation des sols de la commune, telle qu'elle ressort de la base de données européenne d'occupation biophysique des sols Corine Land Cover (CLC), est marquée par l'importance des territoires agricoles (81 % en 2018), en diminution par rapport à 1990 (82,3 %). La répartition détaillée en 2018 est la suivante : 
terres arables (81 %), zones urbanisées (11,3 %), forêts (5,8 %), zones industrielles ou commerciales et réseaux de communication (1,9 %). L'évolution de l'occupation des sols de la commune et de ses infrastructures peut être observée sur les différentes représentations cartographiques du territoire : la carte de Cassini (XVIIIe siècle), la carte d'état-major (1820-1866) et les cartes ou photos aériennes de l'IGN pour la période actuelle (1950 à aujourd'hui).

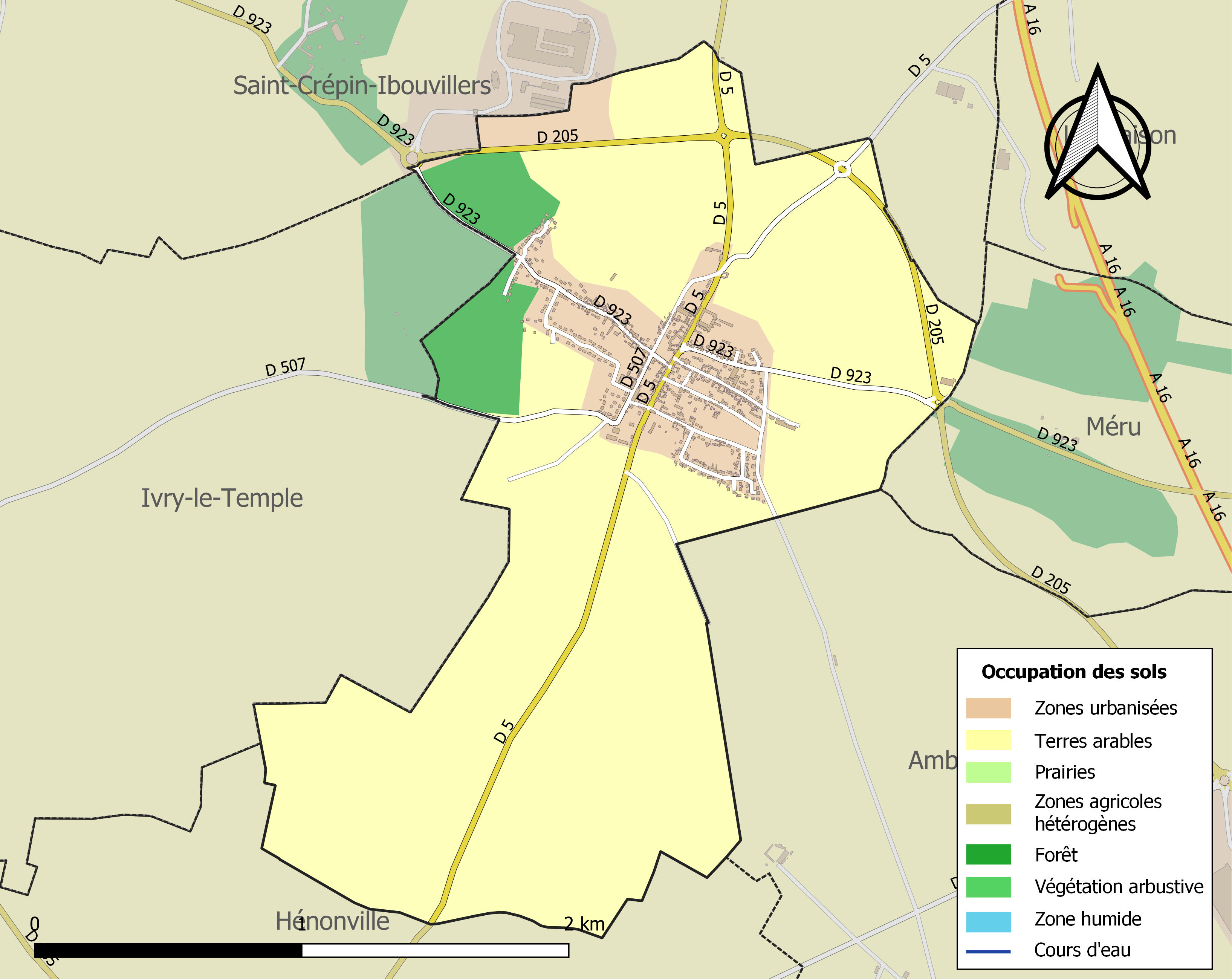
Carte des infrastructures et de l'occupation des sols de la commune en 2018 (CLC).

### Voies de communication et transports
La commune est desservie, en 2023, par la ligne E du réseau Sablons Bus et par les lignes 6112, 6121, 6131, 6132, 6138 et 6144 du réseau interurbain de l'Oise.

## Toponymie
Le nom de la localité est mentionné sous la forme Villa nova regis in vulcassino oppidulum en 1196, « le nouveau domaine »[réf. nécessaire].
Durant la Révolution française, la commune, alors nommée Villeneuve le Roi, porte le nom de Villeneuve-les-Sablons. Sablons évoquerait des terrains sableux[réf. nécessaire].

Ce nom, abandonné à la sortie de la période révolutionnaire, est repris en 1930.

## Histoire
Villeneuve-les-Sablons est sur l'ancienne route royale qui allait de Beauvais à Pontoise.
Une maison templière dépendant de la commanderie d'Ivry-le-Temple a existé dans le village
.

## Politique et administration

### Rattachements administratifs et électoraux
La commune se trouve dans l'arrondissement de Beauvais du département de l'Oise. Pour l'élection des députés, elle fait partie depuis 1988 de la troisième circonscription de l'Oise.
Elle fait partie depuis 1793 du canton de Méru. Dans le cadre du redécoupage cantonal de 2014 en France, ce canton, dont la commune est toujours membre, est modifié, passant de 20 à 16 communes.

### Intercommunalité
La commune est le siège de la communauté de communes des Sablons, créée en 2000.

### Politique locale
Lors du 1er tour des élections municipales de 2020, deux listes étaient en lice, celle menée par le maire sortant, Christian Neveu, et celle Corinne André-Bauchet, également sans étiquette. Elles ont obtenu strictement le même nombre de suffrages exprimés, 246.

### Liste des maires
| Période                                  | Période                       | Identité           | Étiquette | Qualité                                                                                 |
| ---------------------------------------- | ----------------------------- | ------------------ | --------- | --------------------------------------------------------------------------------------- |
| Les données manquantes sont à compléter. |                               |                    |           |                                                                                         |
|                                          | mars 2001                     | Robert Charpentier |           |                                                                                         |
| mars 2001                                | En cours (au 2 décembre 2020) | Christian Neveu    | SE        | Agent EDF Vice-président de la CC des Sablons (2020 → ) Réélu pour le mandat 2020-2026, |

### Jumelages
Le bourg est jumelé avec :
- Altenburschla, Wanfried (Allemagne).

## Population et société

### Démographie

#### Évolution démographique
L'évolution du nombre d'habitants est connue à travers les recensements de la population effectués dans la commune depuis 1793. Pour les communes de moins de 10 000 habitants, une enquête de recensement portant sur toute la population est réalisée tous les cinq ans, les populations de référence des années intermédiaires étant quant à elles estimées par interpolation ou extrapolation. Pour la commune, le premier recensement exhaustif entrant dans le cadre du nouveau dispositif a été réalisé en 2005.

En 2022, la commune comptait 1 188 habitants, en évolution de −0,5 % par rapport à 2016 (Oise : +0,87 %, France hors Mayotte : +2,11 %).
| 1793 | 1800 | 1806 | 1821 | 1831 | 1836 | 1841 | 1846 | 1851 |
| ---- | ---- | ---- | ---- | ---- | ---- | ---- | ---- | ---- |
| 411  | 402  | 433  | 424  | 419  | 389  | 400  | 414  | 446  |

| 1856 | 1861 | 1866 | 1872 | 1876 | 1881 | 1886 | 1891 | 1896 |
| ---- | ---- | ---- | ---- | ---- | ---- | ---- | ---- | ---- |
| 418  | 403  | 403  | 457  | 470  | 528  | 510  | 507  | 506  |

| 1901 | 1906 | 1911 | 1921 | 1926 | 1931 | 1936 | 1946 | 1954 |
| ---- | ---- | ---- | ---- | ---- | ---- | ---- | ---- | ---- |
| 507  | 528  | 551  | 512  | 484  | 389  | 380  | 411  | 450  |

| 1962 | 1968 | 1975 | 1982 | 1990  | 1999  | 2005  | 2006  | 2010  |
| ---- | ---- | ---- | ---- | ----- | ----- | ----- | ----- | ----- |
| 419  | 411  | 453  | 788  | 1 024 | 1 084 | 1 244 | 1 247 | 1 281 |

| 2015  | 2020  | 2022  | - | - | - | - | - | - |
| ----- | ----- | ----- | - | - | - | - | - | - |
| 1 210 | 1 153 | 1 188 | - | - | - | - | - | - |

#### Pyramide des âges
La population de la commune est relativement jeune.
En 2018, le taux de personnes d'un âge inférieur à 30 ans s'élève à 35,7 %, soit en dessous de la moyenne départementale (37,3 %). À l'inverse, le taux de personnes d'âge supérieur à 60 ans est de 22,8 % la même année, alors qu'il est de 22,8 % au niveau départemental.
En 2018, la commune comptait 581 hommes pour 595 femmes, soit un taux de 50,6 % de femmes, légèrement inférieur au taux départemental (51,11 %).
Les pyramides des âges de la commune et du département s'établissent comme suit.
| Hommes | Classe d’âge | Femmes |
| ------ | ------------ | ------ |
| 0,4    | 90 ou +      | 0,0    |
| 4,2    | 75-89 ans    | 5,0    |
| 18,8   | 60-74 ans    | 17,2   |
| 24,6   | 45-59 ans    | 26,4   |
| 14,4   | 30-44 ans    | 17,8   |
| 18,6   | 15-29 ans    | 17,2   |
| 19,1   | 0-14 ans     | 16,5   |

| Hommes | Classe d’âge | Femmes |
| ------ | ------------ | ------ |
| 0,5    | 90 ou +      | 1,4    |
| 5,5    | 75-89 ans    | 7,6    |
| 15,6   | 60-74 ans    | 16,3   |
| 20,8   | 45-59 ans    | 20     |
| 19,4   | 30-44 ans    | 19,4   |
| 17,6   | 15-29 ans    | 16,2   |
| 20,6   | 0-14 ans     | 19,1   |

### Enseignement
Villeneuve-les-Sablons fait partie de l'Académie d'Amiens (zone B).
Le village possède un groupe scolaire[Quand ?], composé d'une école maternelle et d'une école élémentaire. Son collège de rattachement est le collège du Thelle de Méru.

## Culture locale et patrimoine

### Lieux et monuments
- Église de la Nativité-de-la-Vierge, du XIIe siècle.
- Monument aux morts

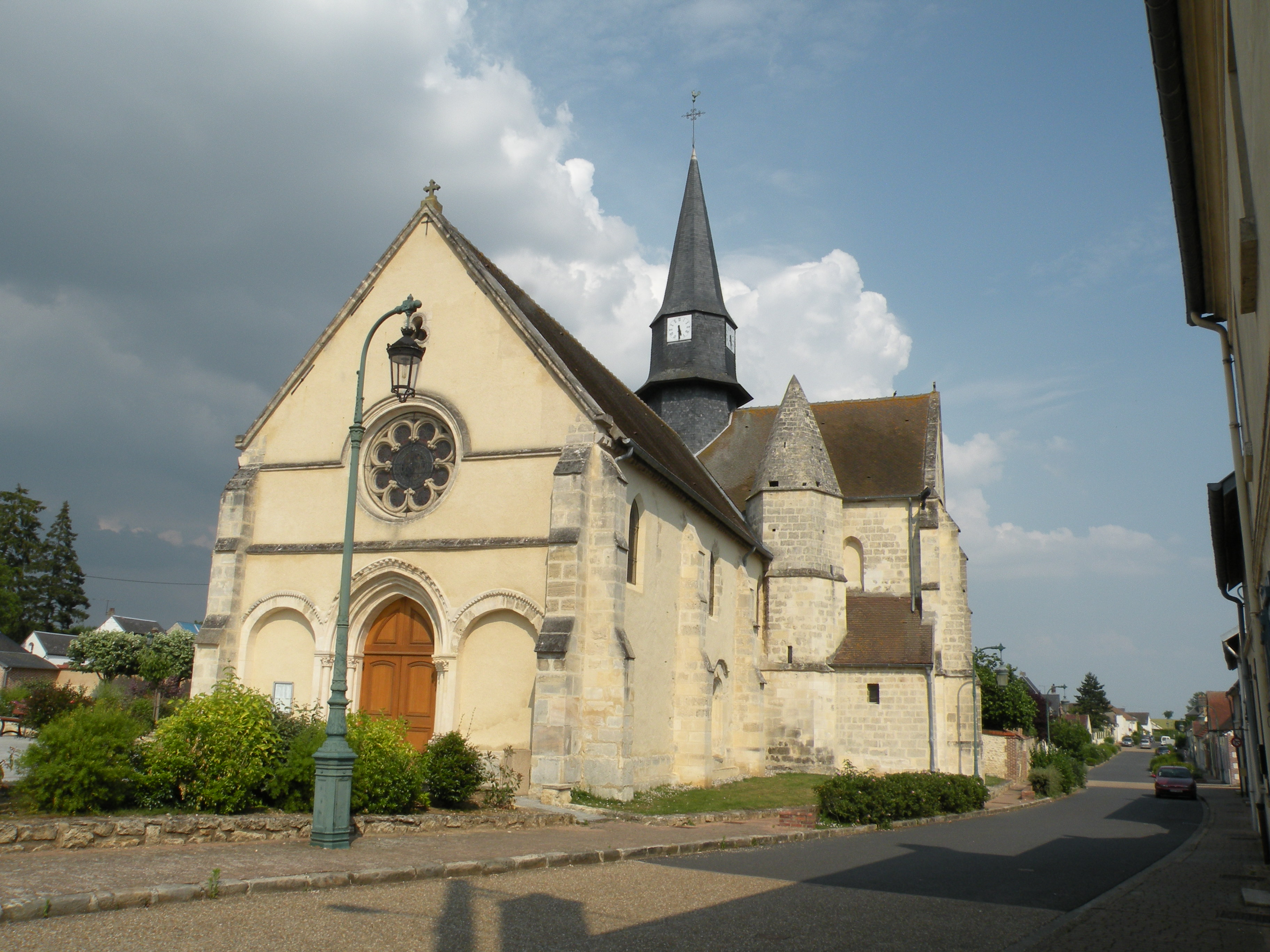
L'église de la Nativité-de-la-Vierge.
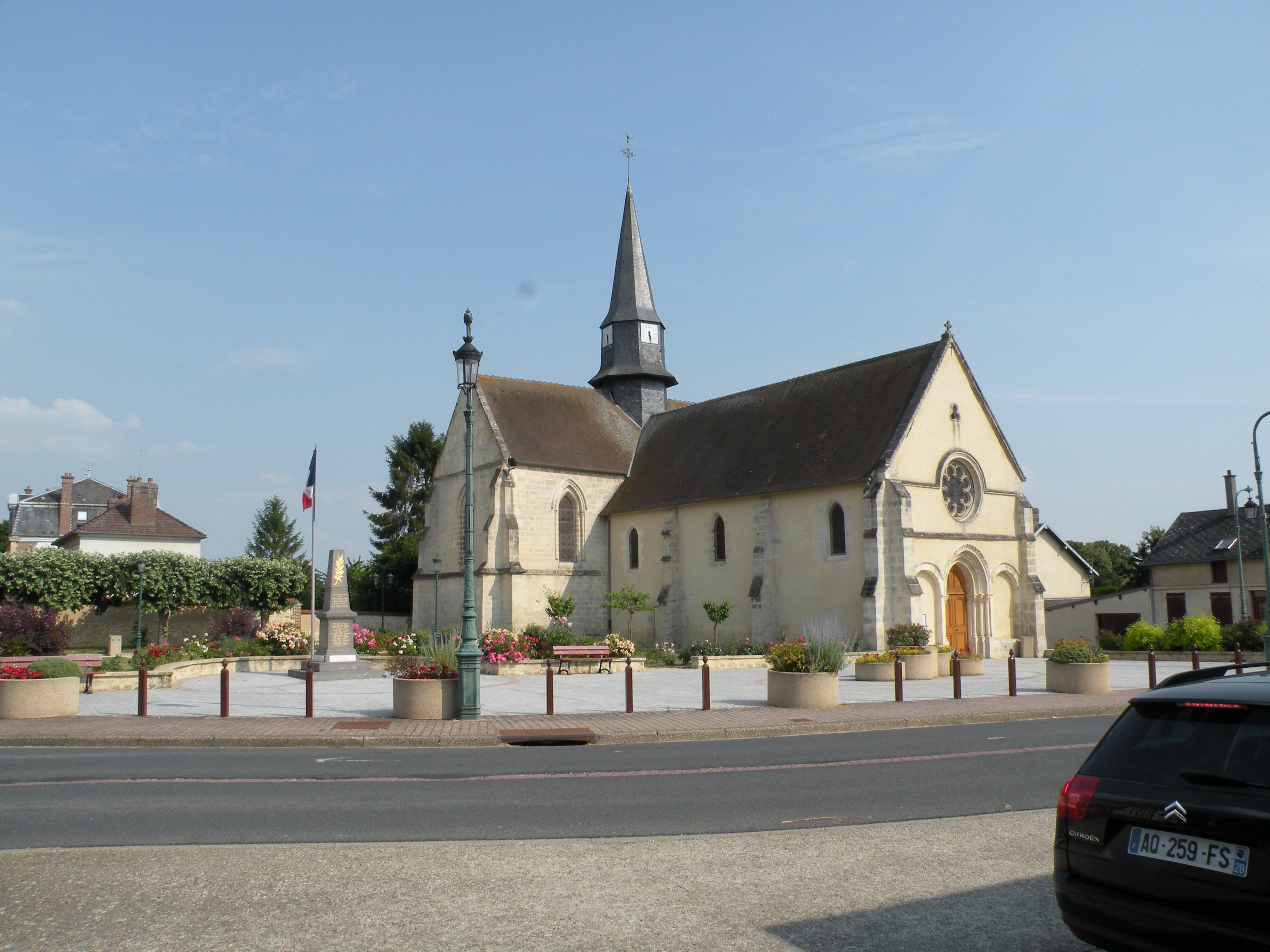
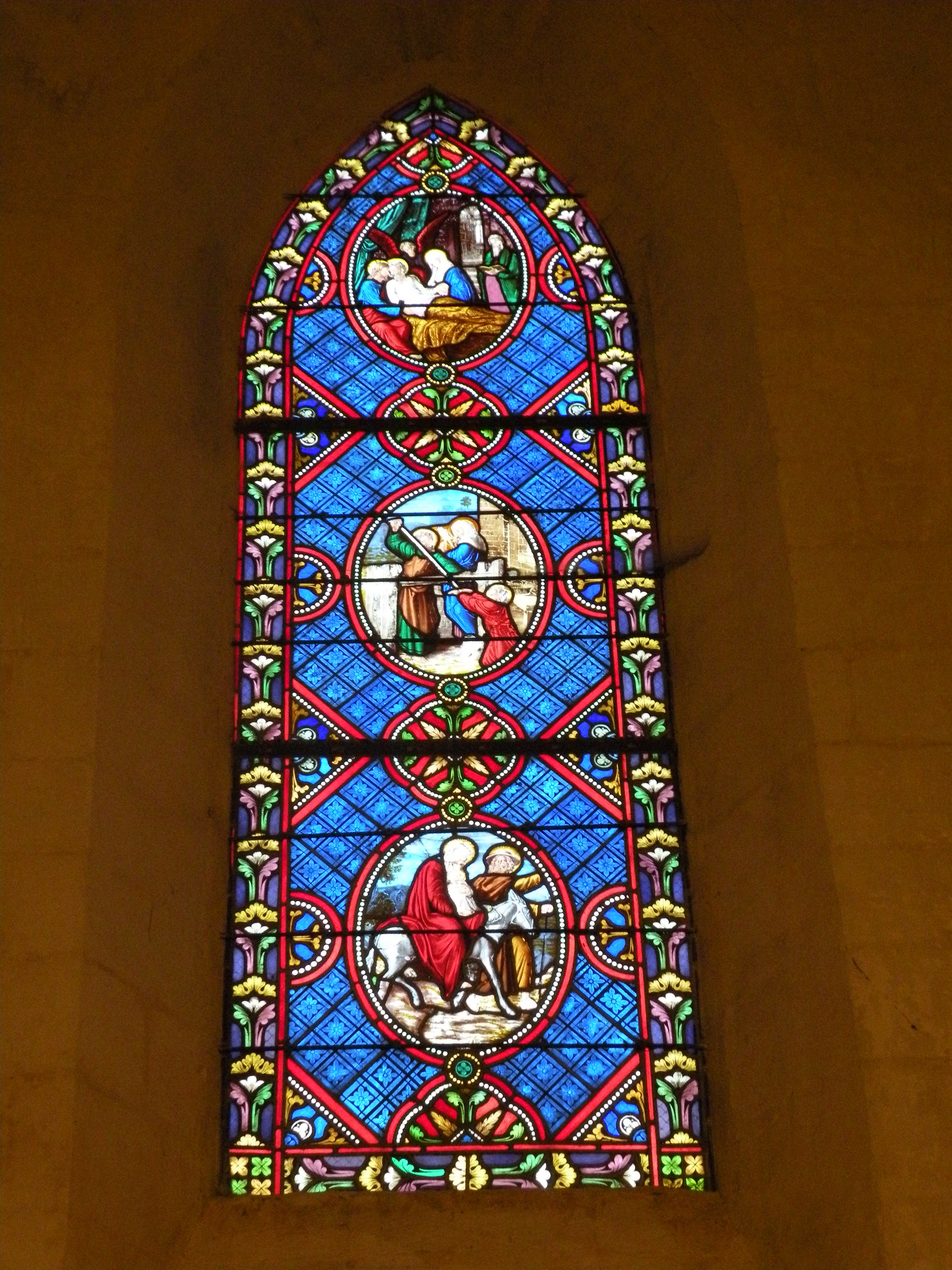
Vitraux de l'église
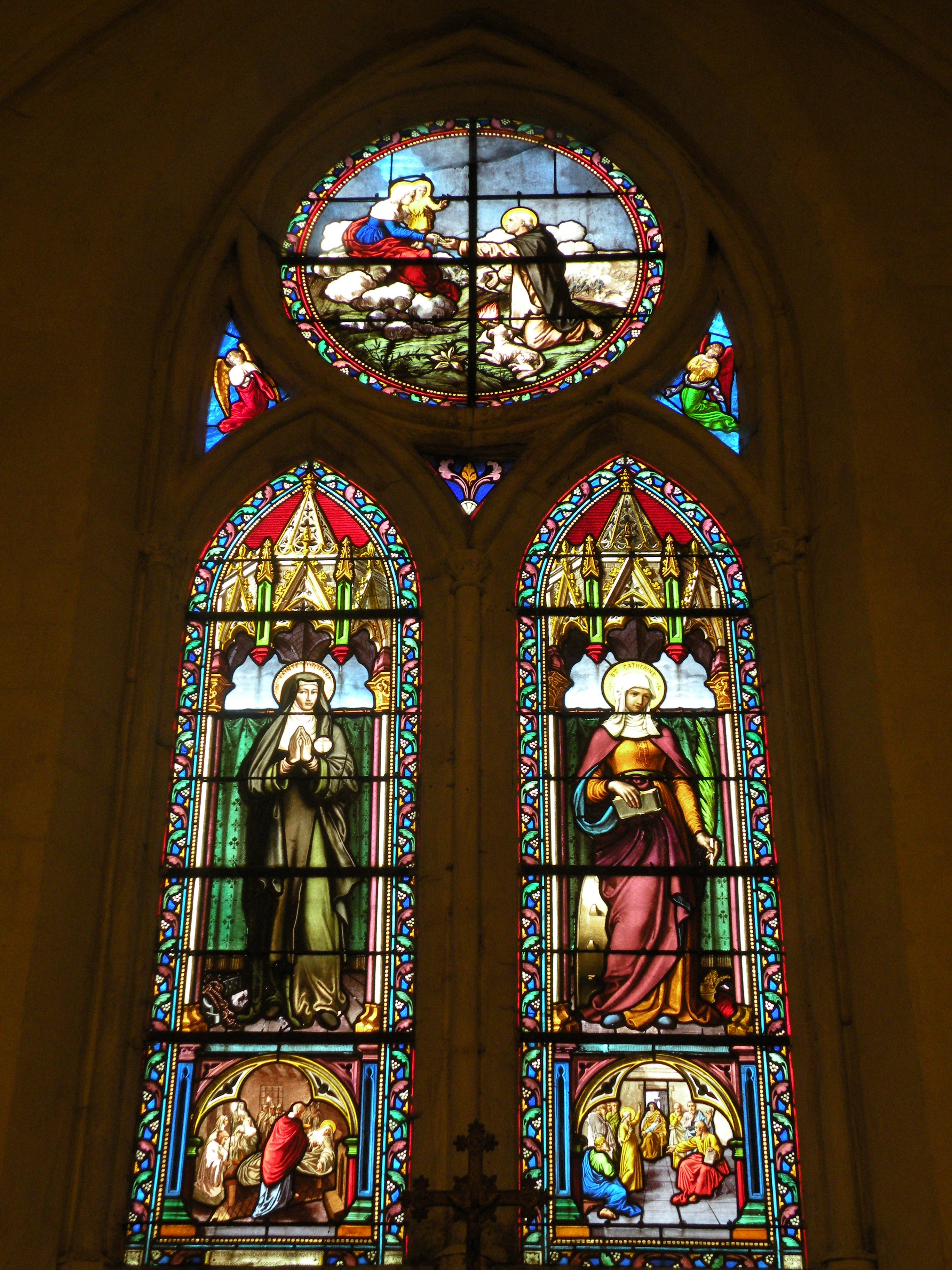
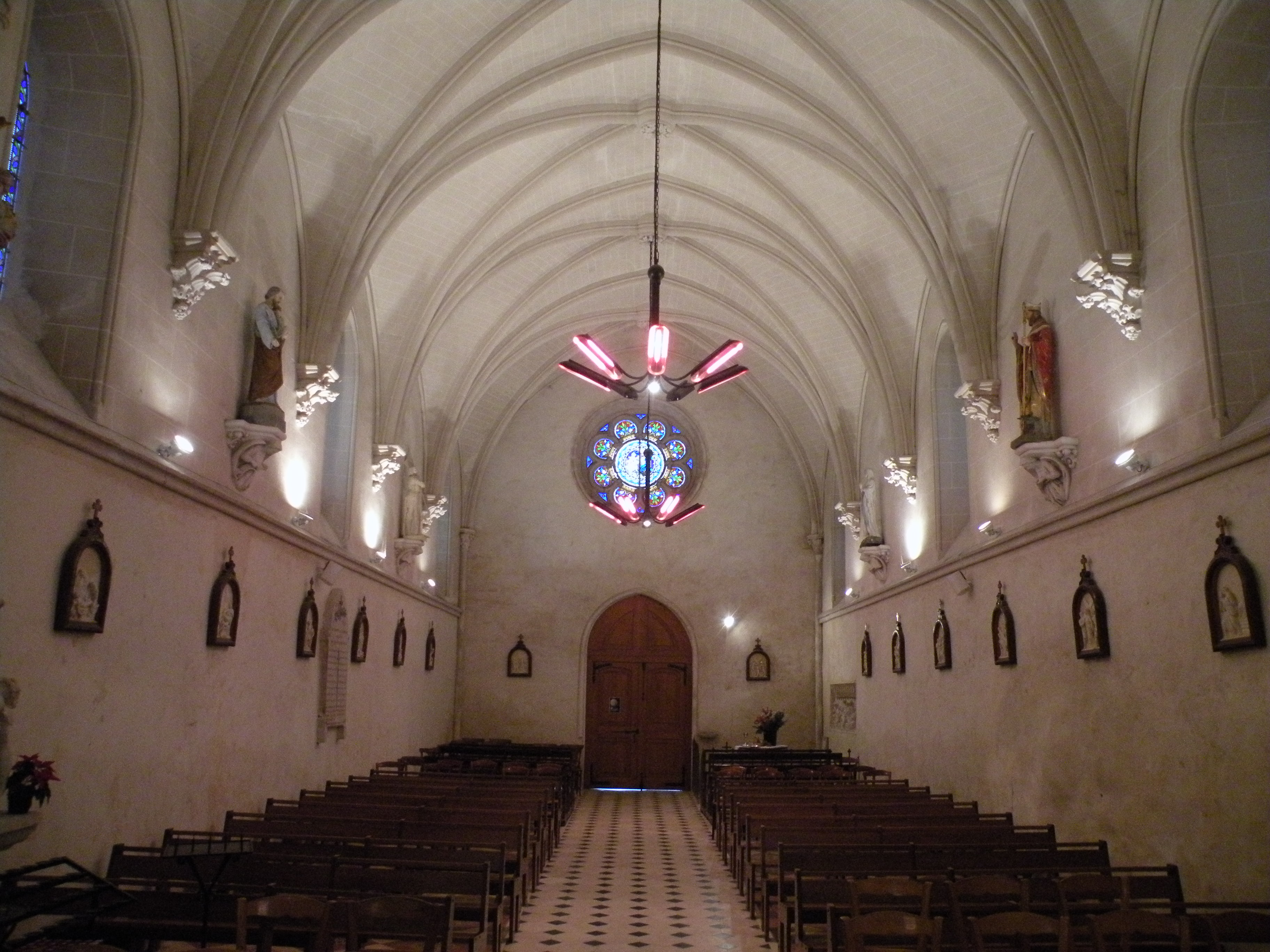
La nef
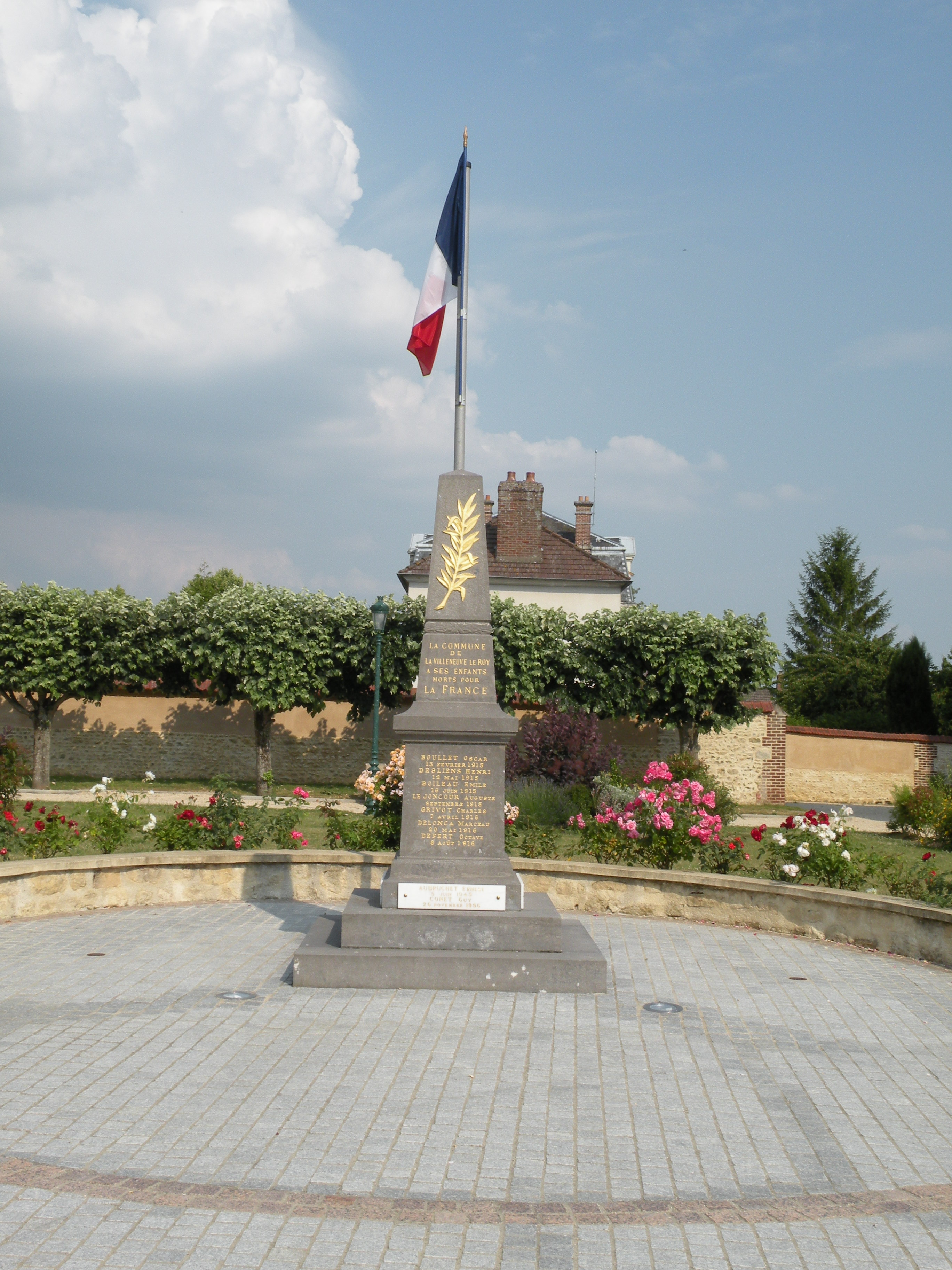
Monument aux morts

### Personnalités liées à la commune
- Félix Guattari, né dans la commune en 1930, psychanalyste et philosophe français.